# Nic Moore
Nic Moore, né le 1er juillet 1992 à Winona Lake dans l'Indiana, est un joueur américain de basket-ball. Il évolue au poste de meneur.

## Biographie

### Parcours universitaire
Nic Moore commence son parcours universitaire avec les Redbirds d'Illinois State en 2011. Il n'y reste qu'une saison avant de rejoindre les Mustangs de SMU. Il est donc redshirt pour la saison 2012-2013. Avec les mustangs, Moore est plusieurs fois récompensé du titre de joueur de l'année de la conférence AAC (en 2015 et 2016) et également distingué dans l'équipe de l'année AAC à plusieurs reprises (2014, 2015 et 2016).

### Parcours professionnel
Non drafté à sa sortie de l'université en 2016, Nic Moore participe à la Summer League avec le Heat de Miami. Il s'engage pour sa première saison professionnelle avec le club italien de Brindisi en LegA.
Le 6 juillet 2017, il rejoint la France et la Pro A en signant à Nanterre 92. Cependant à la suite de tensions avec les membres du staff nanterrien, il quitte le club francilien le 7 novembre et retrouve Brindisi quelques semaines plus tard. Après une saison en deuxième division italienne à Rome, il retrouve la France en signant à Champagne Châlons Reims Basket. À la suite de la pandémie de Covid-19, il retrouve un club en mars 2021 en signant au Benfica Lisbonne au Portugal pour la fin de la saison 2020-2021. Après avoir commencé la saison 2021-2022 en Pologne, Nic Moore revient en France le 4 novembre en Pro B au Boulazac Basket Dordogne, tout juste relégué en deuxième division. Le 25 décembre, le club périgourdin décide de prolonger son contrat jusqu'en 2023.

## Carrière internationale
Moore participe en 2015 aux Jeux mondiaux universitaires avec la sélection des États-Unis, composée essentiellement des joueurs universitaires des Jayhawks du Kansas. Il cumule des moyennes de 6,8 points et 3,0 rebonds par match. Titulaire lors des huit matchs de Team USA, Nic Moore remporte la médaille d'or avec la sélection américaine.

## Clubs successifs
- 2016-2017 :  New Basket Brindisi (LegA)
- 2017 :  Nanterre 92 (Pro A)
- 2017-2018 :  New Basket Brindisi (LegA)
- 2018-2019 :  Virtus Rome (LegaDue)
- 2019-2020 :  Champagne Châlons Reims Basket (Jeep Élite)
- 2021 :  Benfica Lisbonne (LPB)
- 2021 :  Dąbrowa Górnicza (PLK)
- Depuis 2021 :  Boulazac Basket Dordogne (Pro B)

## Palmarès
- Vainqueur du Match des Champions 2017 avec Nanterre 92
- Médaillé d'or aux Universiades d'été 2015

## Distinctions[9]
- Joueur de l'année  AAC :  2015, 2016
- Membre de l'équipe type de l'année AAC : 2014, 2015, 2016